# Francisco Sandaza
Francisco Sandaza, né le 30 novembre 1984 à Tolède en Espagne, est un footballeur espagnol, qui évolue au poste d'attaquant.

## Palmarès
- Avec le Valencia Mestalla :
  - Champion d'Espagne de D4 en 2005

- Avec le Brighton & Hove Albion :
  - Champion d'Angleterre de D3 en 2011

- Avec le Rangers FC :
  - Champion d'Écosse de D4 en 2013

## Statistiques
| Saison                | Club                   | Championnat           | Championnat | Championnat | Coupe(s) nationale(s) | Coupe(s) nationale(s) | Total | Total |
| Saison                | Club                   | Division              | M.          | B.          | M.                    | B.                    | M.    | B.    |
| 2008 - 2009           | Dundee United          | Premier League        | 31          | 10          | 4                     | 0                     | 35    | 10    |
| 2009 - 2010           | Dundee United          | Premier League        | 7           | 1           | 1                     | 0                     | 8     | 1     |
| 2010 - 2011           | Brighton & Hove Albion | League One            | 15          | 2           | 4                     | 2                     | 19    | 4     |
| 2011 - 2012           | St. Johnstone          | Premier League        | 29          | 14          | 5                     | 3                     | 34    | 17    |
| 2012 - 2013           | Rangers                | Third Division        | 14          | 2           | 5                     | 0                     | 19    | 2     |
| 2013 - 2014           | Lugo                   | Segunda División      | 26          | 5           | 1                     | 0                     | 27    | 5     |
| 2014 - 2015           | Girona                 | Segunda División      | 36+2        | 16          | -                     | -                     | 38    | 16    |
| 2015                  | FC Tokyo               | J. League             | 9           | 0           | 1                     | 0                     | 10    | 0     |
| Total sur la carrière | Total sur la carrière  | Total sur la carrière | 169         | 50          | 21                    | 5                     | 190   | 55    |